# Лобот
Лобот (Lobotes) — рід морських окунеподібних риб, що належить до монотипової родини лоботових (Lobotidae) підряду Окуневидні (Percoidei).

## Поширення
Рід поширений у тропічних та субтропічних водах по всьому світу. Трапляється на глибині до 70 метрів.

## Опис
Великі риби завдовжки до 110 см, вагою до 20 кг. Забарвлення темно-коричневе або мармурове, черево світліше. Хвостовий, спинний і анальний плавці округлі. Спиний та анальний плавці видаються далеко назад, так що створюється враження трьох хвостових плавців. Голова трикутна, піднебіння беззубе.

## Спосіб життя
Риба плаває неподалік від поверхні. Молодь трапляється серед саргасових водоростей, імітуючи листя. Живляться ракоподібними та дрібною рибою.

## Види
Рід вкючає два види:
- Lobotes pacificus C. H. Gilbert, 1898
- Lobotes surinamensis (Bloch, 1790)